# Kolumbiai lármáskuvik
A kolumbiai lármáskuvik (Megascops colombianus) a madarak (Aves) osztályának bagolyalakúak (Strigiformes) rendjéhez, ezen belül a bagolyfélék (Strigidae) családjához tartozó faj.

## Rendszerezése
A fajt Melvin Alvah Traylor Jr. amerikai ornitológus írta le 1952-ben, az Otus nembe Otus colombianus néven. Sorolják a Salvin-lármáskuvik (Megascops ingens) alfajaként Megascops ingens colombianus néven is.

## Előfordulása
Az Andokban, Ecuador és Kolumbia területén honos. Természetes élőhelyei a szubtrópusi és trópusi hegyi esőerdők. Állandó, nem vonuló faj.

## Megjelenése
Testhossza 28 centiméter.

## Természetvédelmi helyzete
Az elterjedési területe nem nagy és csökken, egyedszáma 6700 példány körüli és szintén csökken. A Természetvédelmi Világszövetség Vörös listáján mérsékelten fenyegetett fajként szerepel.